# Katzenjammer
Katzenjammer is een Noorse band uit Oslo die is opgericht in 2005. De naam voert terug op de stripreeks The Katzenjammer Kids.

## Bezetting
De bandleden zijn: Anne Marit Bergheim, Solveig Heilo en Turid Jørgensen. Tot 2016 was ook Marianne Sveen lid van de band. De muziek is een mix van verschillende genres zoals folk, pop, rock en country. De vier leden wisselen vaak van instrument en willen graag instrumenten bespelen die ze nog niet eerder bespeeld hebben. Samen bespelen ze ongeveer dertig instrumenten, waaronder accordeon, contrabas balalaika, fluit, ukelele en melodica. De band werkt samen met Mats Rybø, die een aantal liedjes voor Katzenjammer schreef.

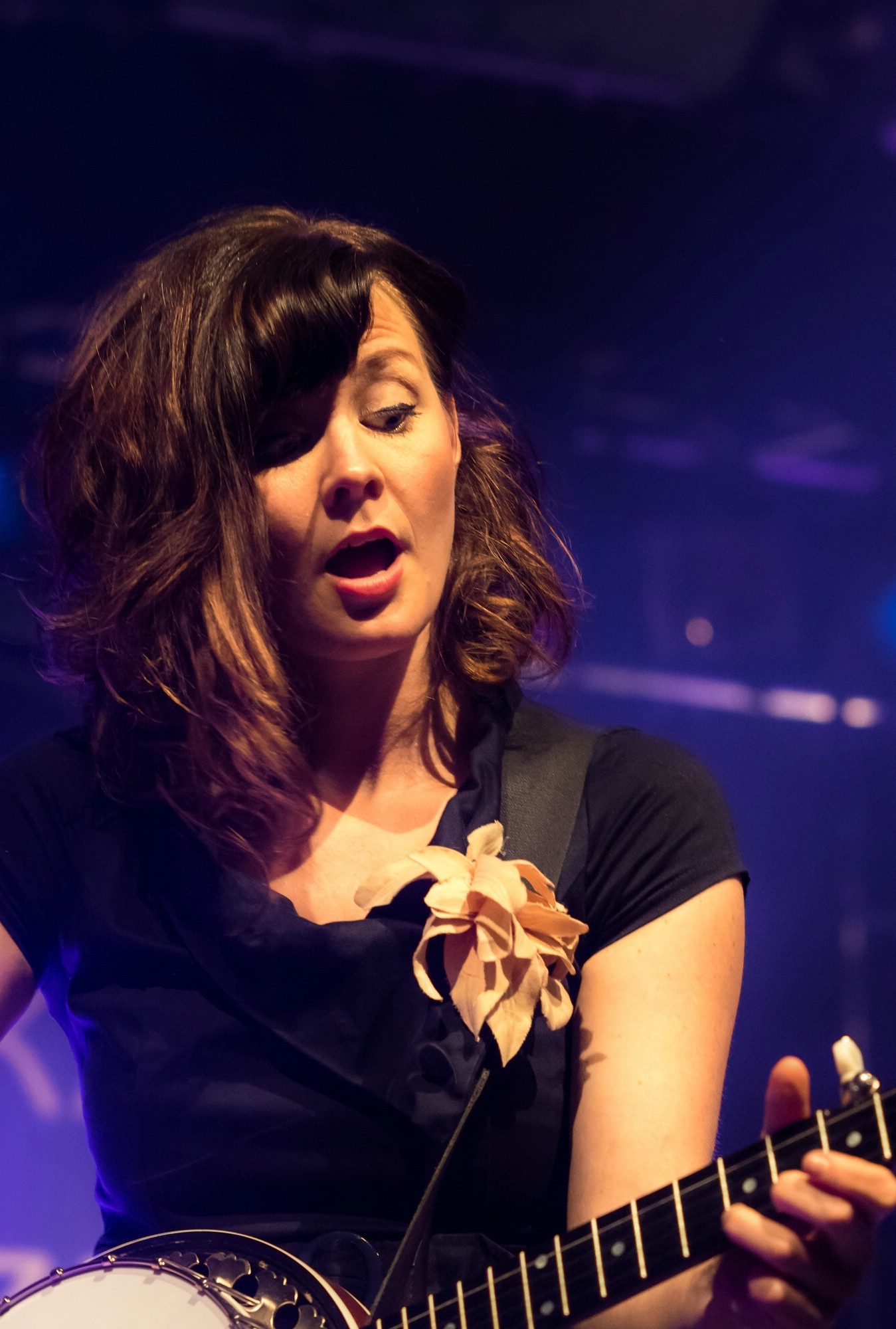
Anne Marit Bergheim
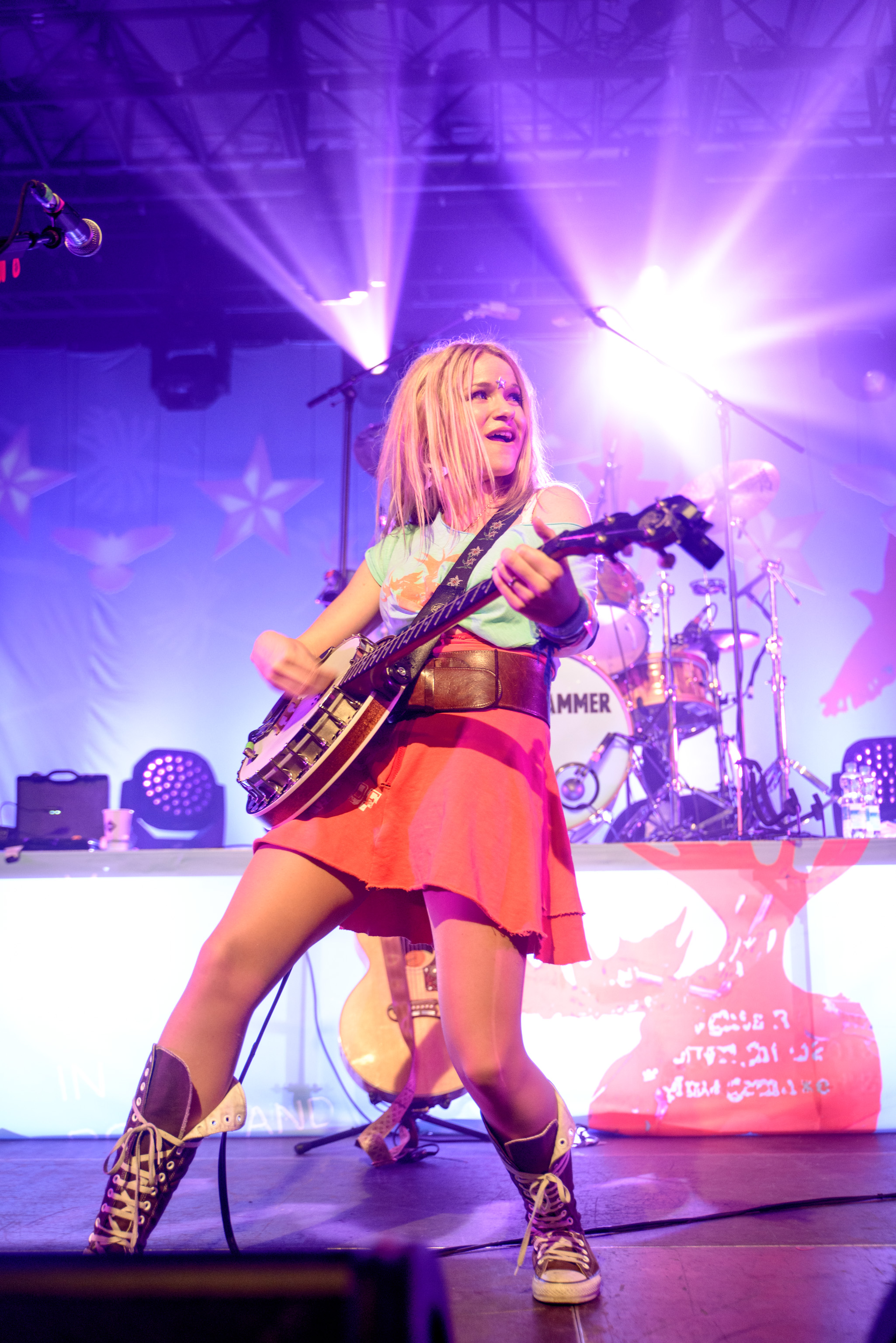
Solveig Heilo
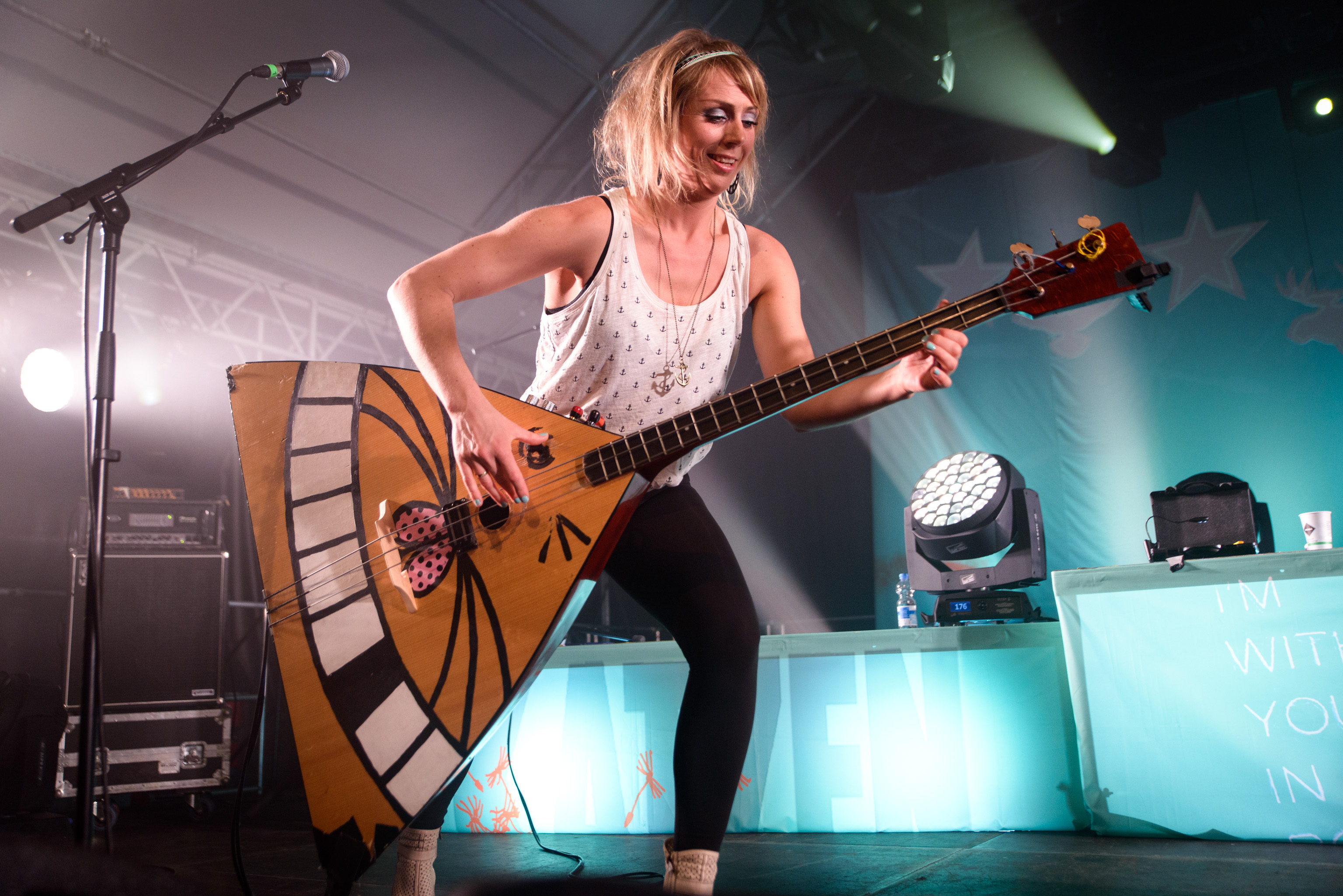
Turid Jørgensen
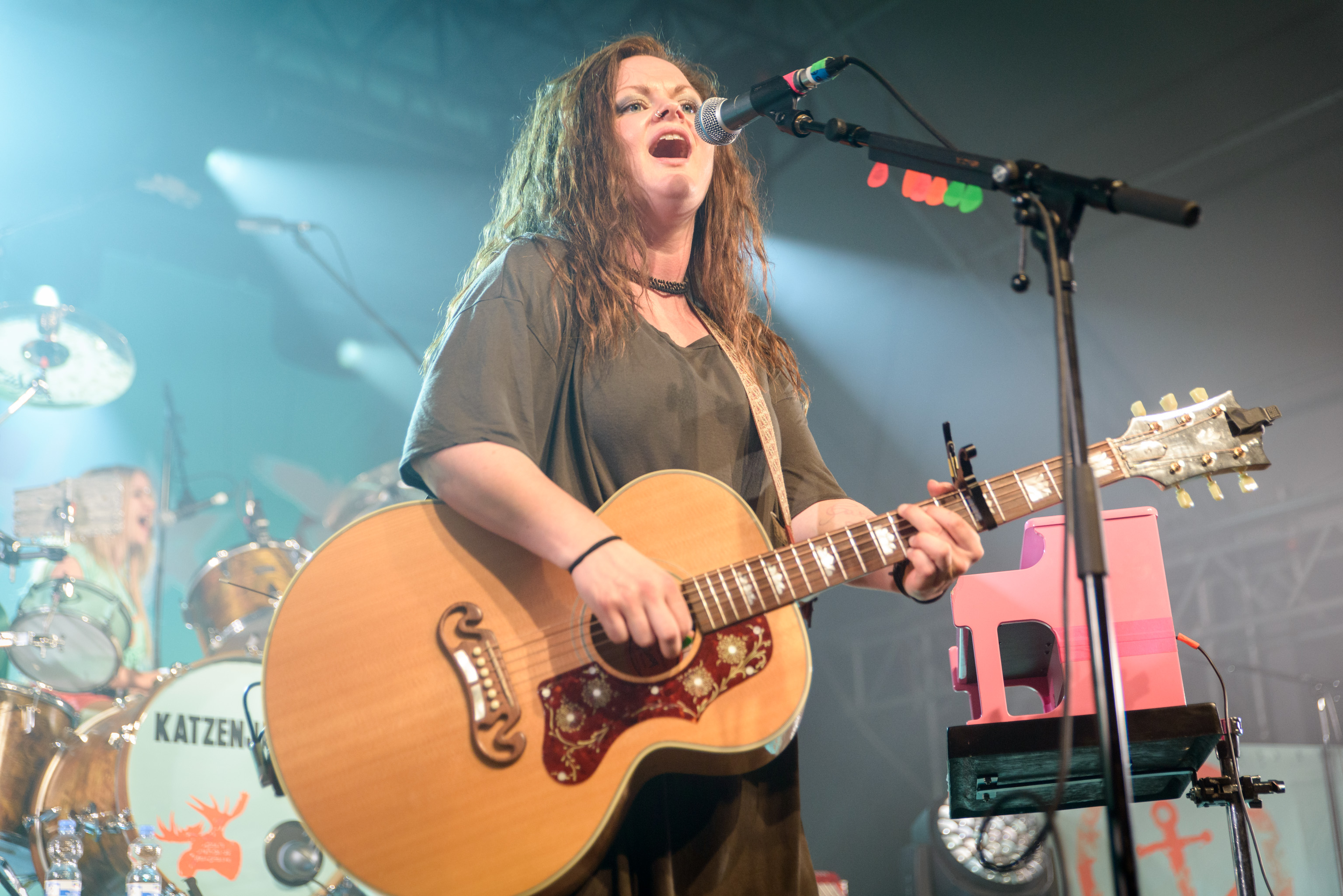
Marianne Sveen (tot 2016)

## Carrière
In 2008 stond de band in de finale van NRK's jaarlijkse Urørt wedstrijd voor artiesten zonder platencontract en werd derde met het nummer A Bar in Amsterdam. De videoclip van het nummer werd gemaakt door YouTube-bekendheid Lasse Gjertsen.
Katzenjammers debuutalbum Le pop werd in september 2008 uitgebracht. De band kreeg hetzelfde jaar een nominatie in de categorie nieuwkomer van het jaar bij de Spellemannsprisen, het Noorse equivalent van de Grammy's.
Op 2 maart 2010 bracht Katzenjammer haar tweede single Tea With Cinnamon uit.
Aan de opvolger van Le Pop werd begonnen op 18 september 2010, toen de band de studio in ging. De opnames gingen echter een tijdje niet verder aangezien ze in het voorjaar van 2011 opnieuw een tournee deden (een veertigtal optredens deze keer) in o.a. Nederland, België, Duitsland, Frankrijk, Verenigd Koninkrijk, Ierland, Australië, Denemarken en natuurlijk Noorwegen. Het tweede album, getiteld A Kiss Before You Go, is in september 2011 uitgebracht. In december 2011 deed Katzenjammer in hun Europese tour ook Nederland aan, ze traden op in onder andere Paradiso en Het Paard.
In 2012 stonden ze op het festival Rock Werchter.
In april 2014 werd bekend dat de er een nieuw album in de maak was. In november 2014 hiervan al de single Lady Grey uit en in januari 2015 kwam het complete album met de naam Rockland. 
In januari 2016 verliet Marianne Sveen de band.

## Discografie

### Albums
| Album met eventuele hitnotering(en) in de Nederlandse Album Top 100 | Datum van verschijnen | Datum van binnenkomst | Hoogste positie | Aantal weken | Opmerkingen |
| ------------------------------------------------------------------- | --------------------- | --------------------- | --------------- | ------------ | ----------- |
| Le pop                                                              | 28-08-2008            | 31-10-2008            | 86              | 1            |             |
| Le pop revised                                                      | 05-03-2010            | 28-08-2010            | 71              | 2            |             |
| A kiss before you go                                                | 09-09-2011            | 17-09-2011            | 41              | 1            |             |
| Rockland                                                            | 26-01-2015            | -                     | -               | -            |             |

| Album met hitnotering(en) in de Vlaamse Ultratop 200 albums | Datum van verschijnen | Datum van binnenkomst | Hoogste positie | Aantal weken | Opmerkingen |
| ----------------------------------------------------------- | --------------------- | --------------------- | --------------- | ------------ | ----------- |
| A kiss before you go                                        | 2012                  | 07-07-2012            | 149             | 1*           |             |